# Saint-Victor (Ardèche)
Pour les articles homonymes, voir Saint-Victor.
Saint-Victor est une commune française située dans le département de l'Ardèche, en région Auvergne-Rhône-Alpes.

## Géographie

### Situation et description
Saint-Victor est une petite commune d'Ardèche à l'aspect essentiellement rural. Située au nord-est de Tournon-sur-Rhône, elle est rattachée à la communauté de communes Arche Agglo.
Deyras est le principal hameau de la commune de Saint-Victor. En 1937, une demande par les Deyrasiens d'ériger leur village en commune a échoué.

### Communes limitrophes
Saint-Victor est limitrophe de huit communes, toutes situées dans le département de l'Ardèche et réparties géographiquement de la manière suivante :

### Climat
Pour des articles plus généraux, voir Climat d'Auvergne-Rhône-Alpes et Climat de l'Ardèche.
En 2010, le climat de la commune est de type climat des marges montargnardes, selon une étude du CNRS s'appuyant sur une série de données couvrant la période 1971-2000. En 2020, Météo-France publie une typologie des climats de la France métropolitaine dans laquelle la commune est dans une zone de transition entre le climat de montagne et le climat méditerranéen et est dans une zone de transition entre les régions climatiques « Moyenne vallée du Rhône » et « Sud-est du Massif Central ». 
Pour la période 1971-2000, la température annuelle moyenne est de 10,1 °C, avec une amplitude thermique annuelle de 16,8 °C. Le cumul annuel moyen de précipitations est de 974 mm, avec 8,4 jours de précipitations en janvier et 5,9 jours en juillet. Pour la période 1991-2020, la température moyenne annuelle observée sur la station météorologique de Météo-France la plus proche, « Colombier Vieux Sa », sur la commune de Colombier-le-Vieux à 4 km à vol d'oiseau, est de 12,0 °C et le cumul annuel moyen de précipitations est de 901,8 mm,. Pour l'avenir, les paramètres climatiques de la commune estimés pour 2050 selon différents scénarios d'émission de gaz à effet de serre sont consultables sur un site dédié publié par Météo-France en novembre 2022.

### Hydrographie
Le territoire communal est traversé par la rivière, la Daronne, un affluent en rive gauche du Doux.

## Urbanisme

### Typologie
Au 1er janvier 2024, Saint-Victor est catégorisée commune rurale à habitat dispersé, selon la nouvelle grille communale de densité à 7 niveaux définie par l'Insee en 2022.
Elle est située hors unité urbaine et hors attraction des villes,.

### Occupation des sols
L'occupation des sols de la commune, telle qu'elle ressort de la base de données européenne d’occupation biophysique des sols Corine Land Cover (CLC), est marquée par l'importance des territoires agricoles (60,1 % en 2018), une proportion sensiblement équivalente à celle de 1990 (60,4 %). La répartition détaillée en 2018 est la suivante : 
zones agricoles hétérogènes (57,9 %), forêts (38,3 %), prairies (2,2 %), zones urbanisées (0,9 %), milieux à végétation arbustive et/ou herbacée (0,7 %).
L'évolution de l’occupation des sols de la commune et de ses infrastructures peut être observée sur les différentes représentations cartographiques du territoire : la carte de Cassini (XVIIIe siècle), la carte d'état-major (1820-1866) et les cartes ou photos aériennes de l'IGN pour la période actuelle (1950 à aujourd'hui).

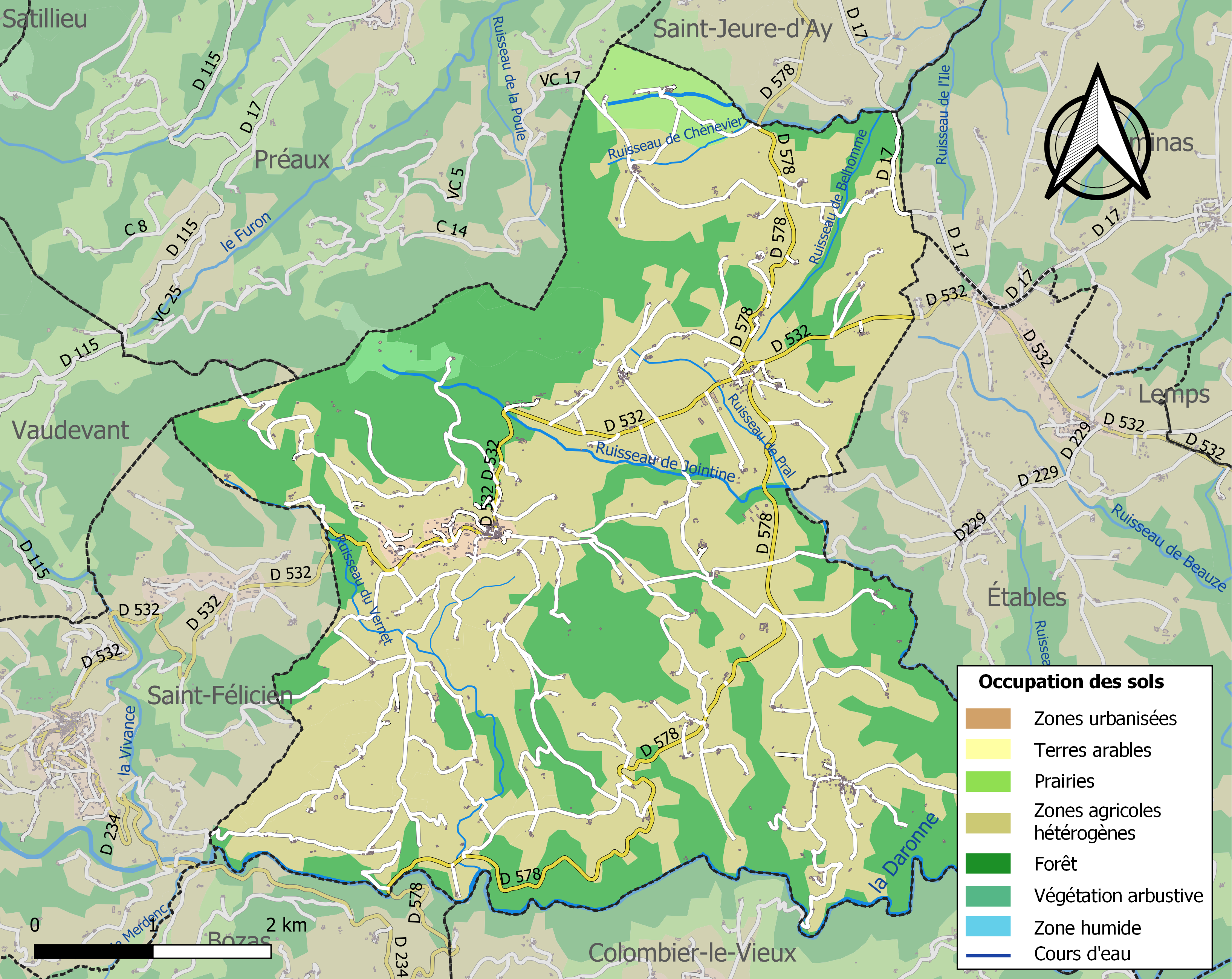
Carte des infrastructures et de l'occupation des sols de la commune en 2018 (CLC).

### Risques naturels et technologiques

#### Risques sismiques
L'ensemble du territoire de la commune de Saint-Victor est situé en zone de sismicité no 3, dite « modérée » (sur une échelle de 1 à 5), comme la plupart des communes situées dans la vallée du Rhône, mais non loin de la limite orientale de la zone no 2, dite « faible » qui correspond au plateau ardéchois.
| Type de zone | Niveau            | Définitions (bâtiment à risque normal) |
| ------------ | ----------------- | -------------------------------------- |
| Zone 3       | Sismicité modérée | accélération = 1,1 m/s2                |

## Politique et administration

### Liste des maires
| Période                                  | Période                        | Identité           | Étiquette | Qualité                          |
| ---------------------------------------- | ------------------------------ | ------------------ | --------- | -------------------------------- |
| Les données manquantes sont à compléter. |                                |                    |           |                                  |
| mars 1971                                | mars 2008                      | Alain Reynaud      | DVD       | Inspecteur principal PTT         |
| mars 2008                                | 2014                           | Daniel Jullien     | SE        | Exploitant agricole              |
| mars 2014                                | mai 2020                       | Maurice Audras     | SE        | Retraité de la fonction publique |
| mai 2020                                 | En cours (au 20 novembre 2020) | Alain Mesbah-Savel | SE        | Exploitant agricole              |

## Population et société

### Démographie
L'évolution du nombre d'habitants est connue à travers les recensements de la population effectués dans la commune depuis 1793. Pour les communes de moins de 10 000 habitants, une enquête de recensement portant sur toute la population est réalisée tous les cinq ans, les populations de référence des années intermédiaires étant quant à elles estimées par interpolation ou extrapolation. Pour la commune, le premier recensement exhaustif entrant dans le cadre du nouveau dispositif a été réalisé en 2007.

En 2022, la commune comptait 961 habitants, en évolution de +1,37 % par rapport à 2016 (Ardèche : +2,48 %, France hors Mayotte : +2,11 %).
| 1793  | 1800  | 1806  | 1821  | 1831  | 1836  | 1841  | 1846  | 1851  |
| ----- | ----- | ----- | ----- | ----- | ----- | ----- | ----- | ----- |
| 1 525 | 1 500 | 1 750 | 1 783 | 1 777 | 2 072 | 2 190 | 2 157 | 2 206 |

| 1856  | 1861  | 1866  | 1872  | 1876  | 1881  | 1886  | 1891  | 1896  |
| ----- | ----- | ----- | ----- | ----- | ----- | ----- | ----- | ----- |
| 2 208 | 2 207 | 2 204 | 2 019 | 2 012 | 2 002 | 2 004 | 2 017 | 2 014 |

| 1901  | 1906  | 1911  | 1921  | 1926  | 1931  | 1936  | 1946  | 1954  |
| ----- | ----- | ----- | ----- | ----- | ----- | ----- | ----- | ----- |
| 1 962 | 1 922 | 1 755 | 1 532 | 1 524 | 1 461 | 1 367 | 1 203 | 1 109 |

| 1962  | 1968 | 1975 | 1982 | 1990 | 1999 | 2006 | 2007 | 2012 |
| ----- | ---- | ---- | ---- | ---- | ---- | ---- | ---- | ---- |
| 1 035 | 917  | 777  | 796  | 821  | 828  | 916  | 929  | 951  |

| 2017 | 2022 | - | - | - | - | - | - | - |
| ---- | ---- | - | - | - | - | - | - | - |
| 949  | 961  | - | - | - | - | - | - | - |

### Enseignement
La commune est rattachée à l'académie de Grenoble.

### Médias
La commune est située dans la zone de distribution de deux organes de la presse écrite :
- L'Hebdo de l'Ardèche

Il s'agit d'un journal hebdomadaire français basé à Valence et diffusé à Privas depuis 1999. Il couvre l'actualité de tout le département de l'Ardèche.
- Le Dauphiné libéré

Il s'agit d'un journal quotidien de la presse écrite française régionale distribué dans la plupart des départements de l'ancienne région Rhône-Alpes, notamment l'Ardèche. La commune est située dans la zone d'édition d'Annonay - Nord Ardèche.

### Cultes
La communauté catholique, le site religieux de Deyras et l'église Saint-Victor (propriété de la commune) sont rattachées à la paroisse Saint François Régis (Ay et Daronne), elle-même rattachée au diocèse de Viviers.

## Culture locale et patrimoine

### Lieux et monuments
- Châteaux privés de Pouyol, de Chirol, de Corsas, de Mantelin.
- Trois clochers : l'église Saint-Victor [21] au chef-lieu, néo-romane (1843) ; l'église Saint-Joseph de Deyras de la fin XIXe siècle [21] ; toutes deux églises paroissiales de la paroisse catholique Saint-François Régis (Ay-Daronne)[22]  et la chapelle Notre-Dame-de-Navas.

- La statue de la Vierge de Deyras érigée en 1886 est devenue la propriété de l'Association « Les Amis de Deyras » dont le terrain sur lequel elle fut érigée a été donné par Madame De Lermuzière. La vierge et le site sont entretenus par l'association.

- Menhir "La Tortue"

Un menhir à "tête d'homme" est situé à Deyras sur la propriété d'un particulier. Ce menhir est couché à la suite d'un séisme qui l'aurait cassé. Seule sa partie haute est visible. Sa base se trouve probablement dans le sol. Elle aura été recouverte par le terrain meuble au fil des millénaires. Ce menhir offre de profil l'impression nette d'une carapace et la tête d'une tortue, d'où son nom. De face, les épaules et la tête d'un homme sont comme sculptées dans une roche métamorphique dure. Le menhir mesure 1.72 de haut, 1.23 d'épaisseur et 1.16 dans sa largeur (m.). Un cercle de pierres est situé un peu en hauteur sur une propriété voisine, à quelques dizaines de mètres. Le site est recouvert de broussailles et mériterait d'être dégagé. D'autres menhirs affleurent le sol. Le nombre de menhirs que compte le département Ardéchois est faible par rapport à celui des dolmens. l'Ardèche reste avec le Finistere, le département le plus riche en nombre de dolmens présents sur son sol.

### Personnalités liées à la commune
- Mathieu Victor Félicien Balaïn (1828-1905), évêque de Nice, puis archevêque d'Auch.

### Héraldique
|  | Saint-Victor (Ardèche) possède des armoiries dont l'origine et le blasonnement exact ne sont pas disponibles. |